# Gila (transporter opancerzony)
Gila – transporter opancerzony z Republiki Południowej Afryki produkowany przez IVEMA. Ma zastąpić pojazd Casspir. Prototyp został zbudowany w roku 2005. Pojazd charakteryzuje się bardzo dobrą ochroną balistyczną.